# Lê Thanh Tâm
Lê Thanh Tâm (1980–) là nhạc sĩ, nhà sản xuất âm nhạc người Việt Nam, ông từng giành giải Âm nhạc xuất sắc tại Giải Cánh diều 2020 với bộ phim Kiều. Ông còn được biết đến với các sáng tác như "Thềm nhà có hoa", "Một ngày mới".

## Tiểu sử
Lê Thanh Tâm sinh năm 1980 tại Thành phố Hồ Chí Minh. Yêu thích âm nhạc và chơi được piano từ khi còn nhỏ, 15 tuổi ông đã thường xuyên làm việc với các ban nhạc tại Thành phố Hồ Chí Minh, trong đó có nhóm rock  Biển Sáng. Lê Thanh Tâm từng theo học chuyên ngành Marketing tại Đại học Kinh tế Thành phố Hồ Chí Minh.
Sau khi gia nhập Biển Sáng vào năm 1999, ông chơi keyboards và hát trong ban nhạc Sao Mai, cùng họ đoạt giải nhì Liên hoan các ban nhạc sinh viên toàn quốc năm 2001. Thanh Tâm tiếp tục thành lập lập ban nhạc rock Tiết Tấu Mới, ban này sau đó giành được đoạt chức quán quân Liên hoan các ban nhạc sinh viên toàn quốc 2002. Nử đầu thập niên 2000, thời kỳ thịnh hành nhạc thị trường, Thanh Tâm không nhận các sáng tác đặt hàng mà chuyển sang đệm nhạc và bè trong các phòng trà hay các album nhạc.
Chương trình Bài hát Việt 2014 thường có các minishow giành cho các nhạc sĩ, minishow của Thanh Tâm được tổ chức trong khuôn khổ của liveshow tháng 7 (liveshow thứ 3 của chương trình), tính đến thời điểm này, ông là một trong những nhạc sĩ giành nhiều giải phối khí nhất của chương trình.
Từ tháng 7 năm 2017, Lê Thanh Tâm thay thế ca-nhạc sĩ Hoàng Bách làm giám đốc âm nhạc của nhóm nhạc trẻ P336. Năm 2019, anh là thành viên trong nhóm nhạc Bach20 của Hoàng Bách.

## Đời tư
Sau 8 năm gắn bó, Lê Thanh Tâm và Trương Hải Yến kết hôn vào tháng 3 năm 2010, Hải Yến cũng là ca sĩ thể hiện "Thềm nhà có hoa" tại Bài hát Việt 2006.

## Giải thưởng
| Năm  | Giải thưởng                    | Hạng mục                                          | Đề cử        | Kết quả   | Tác phầm                                     | Chú thích                 |
| ---- | ------------------------------ | ------------------------------------------------- | ------------ | --------- | -------------------------------------------- | ------------------------- |
| 2006 | Bài hát Việt 2006              | Ca khúc của tháng do Hội Đồng Thẩm Định bình chọn | (ca khúc)    | Đoạt giải | "Thềm nhà có hoa"                            | [ 8 ] [ 9 ]               |
| 2006 | Bài hát Việt 2006              | Ca khúc của tháng do khán giả bình chọn           | (ca khúc)    | Đoạt giải | "Thềm nhà có hoa"                            | [ 8 ] [ 9 ]               |
| 2006 | Bài hát Việt 2006              | Phối khí hiệu quả                                 | Lê Thanh Tâm | Đoạt giải | "Thềm nhà có hoa"                            | [ 8 ] [ 9 ]               |
| 2006 | Bài hát Việt 2006              | Ca khúc của tháng do khán giả bình chọn           | (ca khúc)    | Đoạt giải | "Không có người"                             | [ 9 ]                     |
| 2007 | Giải thưởng Cống hiến 2007     | Nhạc sĩ của năm                                   | Lê Thanh Tâm | Đề cử     |                                              | [ 10 ]                    |
| 2008 | Bài hát Việt 2008              | Phối khí hiệu quả                                 | Lê Thanh Tâm | Đoạt giải | "Ngày tắt" - sáng tác của Dương Trường Giang | [ 9 ]                     |
| 2009 | Bài hát Việt 2009 (liveshow 6) | Phối khí hiệu quả                                 | Lê Thanh Tâm | Đoạt giải | "Niềm tin" - sáng tác của Vũ Quốc Việt       | [ 9 ]                     |
| 2009 | Bài hát Việt 2009 (liveshow 6) | Phối khí hiệu quả                                 | Lê Thanh Tâm | Đoạt giải | "Bát cơm mẹ" - sáng tác của Trực Huy         | [ 9 ]                     |
| 2009 | Bài hát Việt 2009 (liveshow 6) | Phối khí hiệu quả                                 | Lê Thanh Tâm | Đoạt giải | "Một ngày mới"                               | [ 9 ]                     |
| 2009 | Bài hát Việt 2009 (liveshow 6) | Nhạc sĩ phối khí hiệu quả của năm                 | Lê Thanh Tâm | Đoạt giải | "Một ngày mới"                               | [ 7 ] [ 11 ] [ 9 ]        |
| 2009 | Bài hát Việt 2009 (liveshow 6) | Ca khúc của tháng do khán giả bình chọn           | (ca khúc)    | Đoạt giải | "Một ngày mới"                               | [ 11 ] [ 9 ]              |
| 2009 | Bài hát Việt 2009 (liveshow 6) | Ca khúc của tháng do Hội Đồng Thẩm Định bình chọn | (ca khúc)    | Đoạt giải | "Một ngày mới"                               | [ 11 ] [ 9 ]              |
| 2009 | Bài hát Việt 2009 (liveshow 6) | Ca khúc Pop của năm                               | (ca khúc)    | Đoạt giải | "Một ngày mới"                               | [ 12 ]                    |
| 2010 | Bài hát Việt 2010              | Giải Cống hiến                                    | Lê Thanh Tâm | Đoạt giải |                                              | [ 9 ]                     |
| 2010 | Giải thưởng Cống hiến 2010     | Nhạc sĩ của năm                                   | Lê Thanh Tâm | Đề cử     |                                              | [ 13 ] [ 14 ]             |
| 2021 | Giải Cánh diều 2020            | Âm nhạc xuất sắc                                  | Lê Thanh Tâm | Đoạt giải | Phim: Kiều                                   | cùng với Huy Tuấn         |
| 2016 | Giải thưởng Cống hiến 2016     | Album của năm                                     | Album        | Đoạt giải | Bóng tối Jazz                                | Vai trò master CD, thu âm |

## Tác phẩm

### Sáng tác[4][3]
- "Thềm nhà có hoa"
- "Một ngày mới"
- "Rồi mai"
- "Anh quay về đây chi"
- "Ngày xưa em nói"
- "Không có người"
- "Thấy rằng"
- "Hi vọng"
- "Hạnh phúc từ đâu"
- "Làn khói trắng"
- "Tình đến rồi đi"
- "Hứa"
- "Sống cho nhau"
- "Nhớ thương"
- "Sao không quay về"

### Dự án âm nhạc
- Phạm Khánh Hưng - dự án Phạm Khánh Hưng’s Greatest Hits[19]

- Đức Tuấn - album: 50[20]

- Đức Tuấn - album: 36 - Tuấn hát Quỳnh[2]

- Đức Tuấn - single "Dã tràng ca"[21]

- Đức Tuấn - album: Một ngày ta được yêu[22]

- Trịnh Thăng Bình - liveshow: The first show – 10 năm cùng em[23]

- Oplus - album: Như mưa ngày nào[24]

- Hải Yến - album: Live studio và Live studio 2[25]

- Giáng Son, Trần Thu Hà và Tùng Dương - album: Bóng tối Jazz
- Hồ Bích Ngọc - album: Bước kế tiếp[26]
- HIFF 2024 (Liên hoan phim quốc tế Thành phố Hồ Chí Minh)[27]
- P336 - album: Chạm tay vào ước mơ[28]
- Hồ Bích Ngọc - album: Bước kế tiếp[12]